# Hindustan Ambassador

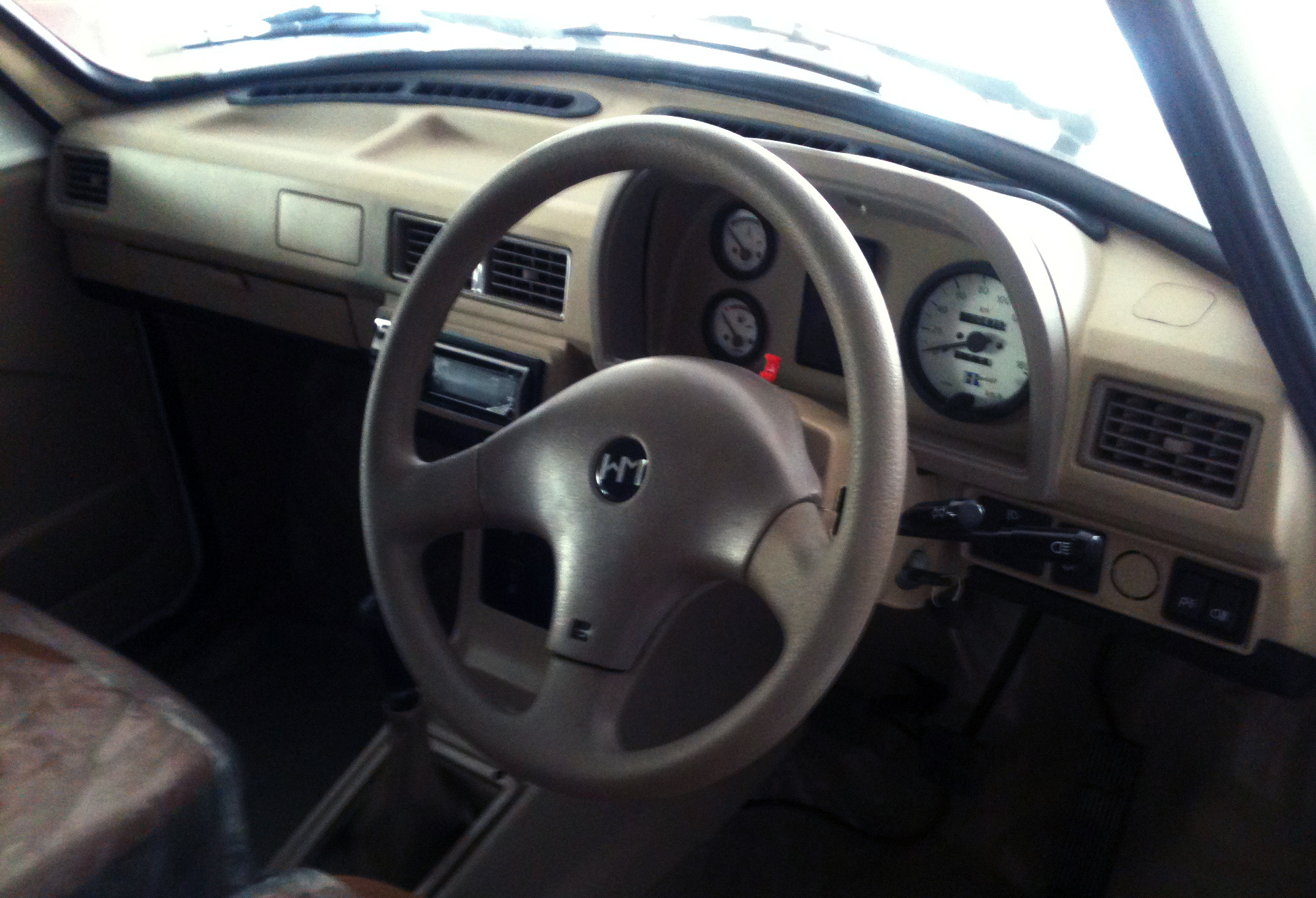
Интерьер

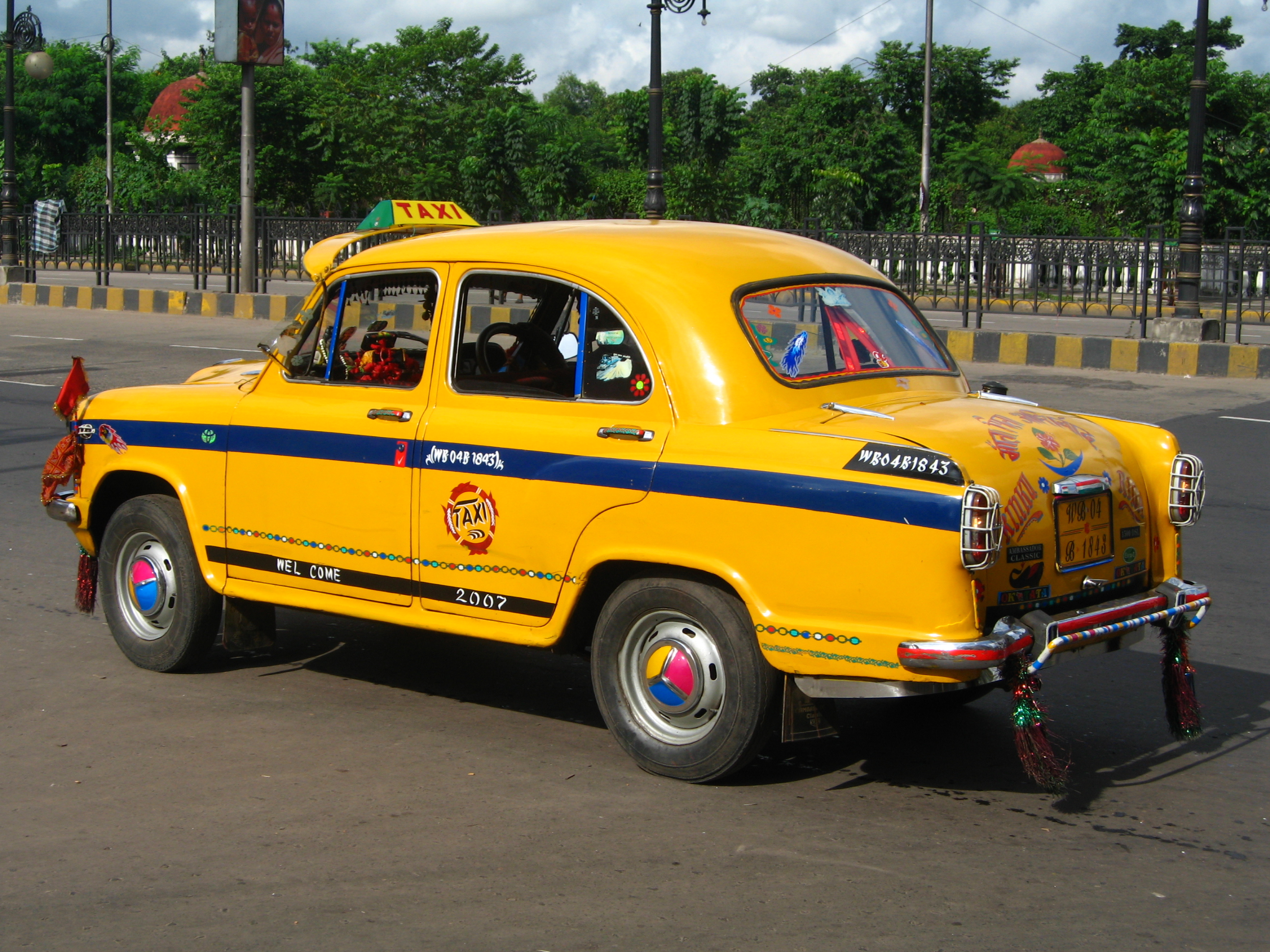
«Ambassador Classic» такси на улицах Калькутты

Hindustan Ambassador  — индийский автомобиль, производимый автозаводом Hindustan Motors. Его производство было начато в 1957 году, и с незначительными изменениями и улучшениями продолжалось до 2014 года. Модель основана на базе английского Morris Oxford III, производившегося компанией Morris Motors Limited с 1956 по 1959 год.

Несмотря на своё британское происхождение, «Амбассадор» считается полностью индийским автомобилем, и с нежностью называется «королём дорог Индии». Производство автомобиля находится в городе Уттарпара рядом с Калькуттой в Западной Бенгалии. Многие известные индийские политики (например Соня Ганди) использовали «Амбассадор».

## Происхождение
Семья Бирла (одна из основных индийских семей наследственных промышленников и предпринимателей) решила заменить к тому времени устаревшие модели легковых автомобилей и обратилась к новой на то время (1958 г.) английской машине Morris Oxford Series III. Изначально автомобиль имел боковое расположение клапанов двигателя, позже заменённое на более прогрессивное верхнее. Также были сделаны незначительные изменения в конструкцию кузова: он стал просторнее.
Hindustan Motors Limited (HM) — первая индийская автомобильная фирма, созданная Бирлами ещё до обретения независимости Индией в 1942 году. HM начала производство с маленького сборочного завода в г. Порт Ока, рядом с Гуджаратом, и производила сборку модели «Моррис 10 (Morris Ten)» под маркой «Hindustan 10».

## Эволюция
«Амби» англ. (Amby), как его ласково называют, производился до 2014 года лишь с небольшими изменениями и улучшениями.
В 1948 году Hindustan Motors перенесла сборку из г. Порта Ока в г. Уттарпару, Западная Бенгалия и поменяла название на Hindustan Landmaster. Начав производство «Амбассадора», «Контессы» (анг. «Contessa» — лиц. Vauxhall Vector’73) и других транспортных средств компания внесла большой вклад в индийское машиностроение.
Продажа «Амбассадора» в качестве такси была запрещена с 1 апреля 2011 г. в 11 городах (включая Калькутту), через год после вступления в силу национального экологического стандарта «BS IV», аналогичного EURO IV. В результате компания HMC начала резко терять продажи «Амбассадора», так в 2011 году было продано всего 2500 «Амби».
Тем не менее, Hindustan Motors продолжила внедрять на «Амбассадоре» экологически более чистые дизели и бензиновые инжекторные двигатели. Однако, такая модернизация оказалась финансово непосильной для маленькой фирмы, к тому же ограниченной единственной безнадёжно морально устаревшей моделью, которая несмотря на низкую цену в районе $10 000 перестала пользоваться спросом даже у таксистов, и в 2014 году руководство автозавода близ Калькутты приняло решение остановить конвейер и навсегда снять Ambassador с производства.
В наши дни (2020-е) «Амбассадор» уже перестал быть привычным зрелищем на индийских дорогах.
В истории мирового автопрома HMC Ambassador держит рекорд по продолжительности производства без внесения существенных изменений в конструкцию — с 1958 г. до 2014 г. В том числе это был последний серийный легковой автомобиль с рамной (!) конструкцией кузова.

## Версии

### Mark-I
В 1957 году технологическая оснастка британского «Morris Oxford III» была привезена в Индию. Машина была переименована в «Амбассадор» и в том же году запущена в серийное производство. Модель имела 1,476 литровый двигатель с боковым расположением клапанов. В 1959 году двигатель был заменен на 1,489-литровый 55-сильный с верхним расположением клапанов.

### Mark-II
В 1963 году были внесены мелкие изменения в дизайне (появилась уменьшенная квадратная решетка спереди) и продажи автомобиля пошли под названием «Марк-II».

### Mark-III
В 1975 году в дизайн так же были внесены незначительные изменения, касающиеся той же решетки, установлена новая приборная панель чёрного цвета, новые фонари заднего света и тому подобное. В 1978 году «Амбассадор» был доступен в стандартной и «люксовой» версии.

### Mark-IV
В 1979 году в дизайн снова были внесены незначительные изменения и машина поступила в продажу под маркой «Марк-IV». В дополнению к бензиновой версии был запущен вариант с дизельным 1,489 литровым двигателем мощностью 37 л. с. (это был первый индийский автомобиль на дизельном топливе). «Амбассадор» 1990 года был почти идентичен модели 1956 года, не считая небольших косметических изменений.

### Ambassador Nova
«Ambassador Nova» — был запущен в производство в 1989 году в двух вариантах: с 55-сильным бензиновым и 37-сильным дизельным двигателем. Небольшому изменению подвергся и дизайн.

### Ambassador 1800 ISZ
В 1992 году с целью увеличения привлекательности для покупателей была введена модель «Ambassador 1800 ISZ», имевшая 75-и сильный двигатель объемом 1,8 литра, 5-и ступенчатую механическую коробку передач и некоторые дополнительные опции.

### Ambassador Classic
После 2000 года автомобиль подвергся модернизации и вышел в продажу как «Ambassador Classic»
Ambassador Grand
Запущен в продажу в 2003 году. В этой версии имеется 137 изменений по сравнению с предыдущей.

### Удлинёная версия
Многие продавцы предлагают удлинёную версию «Амбассадора», хотя она и не очень популярна.

## Экспорт в Великобританию
«Амбассадор» недолго, в 1993 году, экспортировался в Великобританию. Эти автомобили доукомплектовывались подогревателем воздуха и ремнями безопасности, в соответствии европейскими нормами безопасности. Несмотря на это, продажи были очень невелики.